# Messe de prémices
La messe de prémices est la première messe d'un nouveau prêtre qu'il dit après son ordination. Souvent cette messe est dite dans la paroisse où le nouveau prêtre a grandi. 
Prémices signifie une première manifestation de quelque chose d'important. Dans beaucoup de religions antiques, les premiers fruits de la terre, le premier-né des animaux et des humains, ont été offerts aux dieux. Dans ce contexte, l'expression a survécu dans l'Église catholique.